# 华涤螽属
华涤螽属（学名：Sinodecma）为螽斯科的一个属。

## 下属物种
本属包括以下物种：
- 尖顶华涤螽 Sinodecma acuta Shi, Bian & Chang, 2011